# تشارلز ويليام فورمان
وكان تشارلز ويليام فورمان (1821-1894) كاهن المشيخية، مبشر ومؤسس كلية فورمان كريستيان، وهي جامعة خاصة في لاهور، باكستان.